# CNBC
CNBC (oficialmente: the Consumer News and Business Channel hasta 1991) es un canal de televisión por suscripción estadounidense sobre noticias de economía, es propiedad de Comcast y operado por NBCUniversal. En 2007, alcanzó una audiencia combinada de 390 millones de telespectadores. El valor económico de su difusión por cable se estima en aprox. 4000 millones de dólares.
La cadena ofrece diferentes servicios suplementarios: el sitio CNBC.com opera bajo una alianza con MSN, un servicio de informaciones financieras.

## Lista de canales de CNBC en el mundo
- CNBC US (desde Nueva York, Los Ángeles y Chicago, en idioma inglés)
- CNBC Europe (Desde Londres, en idioma inglés)
- CNBC Asia (desde Singapur, en idioma inglés)
- Class CNBC (disponible solo en Italia, una empresa de NBC Universal (20%) riesgo con Class Editori (60%), Mediaset (20%), desde Roma, Milán, en idioma Italiano)
- CNBC Africa (manejado por Africa Business News, Disponible solo en el continente africano, desde Johannesburgo, en idioma inglés)
- CNBC Arabiya (manejado por Middle East Business News, disponible solo en el Medio Oriente, transmite desde Dubái, Emiratos Árabes Unidos, en idioma árabe)
- CNBC Awaaz (Hindi) - CNBC TV18 (en inglés) (disponible solo en India, una empresa de riesgo de NBC Universal (10%) con TV18 (90%), transmite desde la ciudad Mumbai)
- CNBC-e (disponible solo en Turquía, manejado por Doğuş Holding. se diferencia de los demás canales de CNBC porque también transmite cine y series, desde Ankara en turco, kurdo e inglés)
- CNBC Pakistan (disponible solo en Pakistán, manejado por Vision Network Television)
- CNBC World (disponible solo en Estados Unidos, Servicio complementario de CNBC US que transmite programas realizados en Europa, Asia e India)
- Nikkei CNBC (disponible solo en Japón, una empresa de riesgo de NBC Universal (10%) con el indicador Financiero Nikkei (51%) y otros inversionistas, desde Tokio y Londres, en idioma japonés)
- SBS CNBC (disponible en Corea del Sur, manejado por Seoul Broadcasting System y emite en idioma coreano)
- TVN-CNBC (disponible solo en Polonia, Manejado por TVN Polonia desde Varsovia, en idioma polaco)
- CNBC Latin America (transmitía programas de Estados Unidos y Asia). El servicio se canceló en 2003 debido a su baja audiencia)
- CNBC Australia  (la misma señal que el canal para Asia, pero con comerciales y programas locales como Squawk Box: Australia Edition)
- CNBC Hong Kong (la misma señal que el canal para Asia, pero con comerciales locales)
- CNBC Nordic (la misma señal que el canal para Europa, pero con comerciales y programas locales)
- CNBC Singapur (la misma señal que el canal para Asia, pero con comerciales locales)
- CNBC UK (la misma señal que el canal para Europa, pero con comerciales locales y el programa Strictly Money, esta señal también está disponible en Irlanda)

## Competidores
- Bloomberg TV
- Local Business Channels